# Muscicapa segregata
Muscicapa segregata là một loài chim trong họ Muscicapidae.